# Ulrik Wilbek
Ulrik Wilbek (ur. 13 kwietnia 1958 w Tunisie) – duński piłkarz ręczny i trener piłki ręcznej. Od 2005 do 2015 roku był trenerem duńskiej reprezentacji piłkarzy ręcznych.

## Życiorys
Wilbek w wieku młodzieńczym uprawiał różne sporty, w końcu zdecydował się jednak na piłkę ręczną. Grał w klubie Virum-Sorgenfri HK, jednak porzucił karierę zawodniczą i w 1985 roku zajął się pracą trenerską.
Od 1988 roku był trenerem pierwszej drużyny żeńskiej Viborg HK. W 1991 roku zdobył pierwszy medal – srebrny, po czym został zaangażowany przez krajową federację i został trenerem kadry narodowej. W 1993 roku zdobył srebrny medal Mistrzostw Świata, w 1995 roku – brązowy i wreszcie w 1997 roku – złoty. Zdobył również Mistrzostwo Europy w 1994 roku i ponowił ten sukces dwa lata później, do czego dołożył również złoty medal olimpijski w Atlancie. W 1998 roku zrezygnował z trenowania kadry i poświęcił się karierze klubowej. Osiągnął wtedy złote medale Mistrzostw Danii w latach: 1999, 2000, 2001 i 2002. Był finalistą Ligi Mistrzów.
Jego największym sukcesem trenerskim z kadrą mężczyzn pozostaje złoty medal Mistrzostw Europy mężczyzn w 2008, a także 2012 roku, trzecie miejsce w Mistrzostwach Świata mężczyzn w 2007 roku oraz drugie miejsce w Mistrzostwach Świata mężczyzn w 2011 roku.
Oprócz piłki ręcznej, zajmował się także polityką. W latach 1997–2005 był radnym gminy Viborg z ramienia Venstre.
Peter Nørrelund poświęcił mu biografię zatytułowaną Wilbek – sådan set, wydaną w 1997 roku.

## Publikacje
- Forskellighed gør stærk – ledelse med et menneskeligt ansigt (1997) –
- Jeg var der selv – oplevelser med kvindelandsholdet (1998) –
- Tro på dig selv – min vej til at udvikle og motivere mennesker  (2006).